# Мевляна Джалал ад-Дин Мухаммад Руми
Мевляна̀ Джалал ад-Дин Мухаммад Румѝ (на персийски: مولانا جلال الدین محمد رومی) е персийски поет, философ, мюсюлмански духовен учител и суфистки мистик, живял по време на Златния век на исляма.

## Биография
Роден е през 1207 г. в град Балх, днешен Афганистан, тогава част от Хорезмийската империя. Баща му е известен за времето си учен и мистик и преподава на сина си всичките си натрупани знания. Заради нашествията на Чингиз хан, семейството напуска родния град и се отправя на дълго пътешествие през Багдад, Мека, Медина и Дамаск. Навсякъде бащата е посрещан и акламиран от свои последователи. След 10-годишно странстване семейството се установява в Анадола, наричан тогава Рум – оттук и името „Руми“, с което по-късно синът Джалал ад-Дин Мохамед Балхи става известен в мюсюлманския свят и извън него. Установяват се в Кония, където бащата създава медресе – мюсюлманско духовно училище. Градът тогава е един от големите духовни центрове на мюсюлманството, а не само столица на селджукските турци. Едва навършил 18 години, по настояване на баща си Руми се жени и година по-късно има син. На 40 години достига върха на живота си и има всичко – пари, голям дом, богатство и слава. Заради авторитета си Руми е наречен Мевляна – водач, господар на своите ученици. Той преподава философия, религия и право, пише стихове.

## Творчество
Най-важното произведение на Руми е „Маснави-е Манави“ („Духовни стихове“) – шесттомна поема, разглеждана от мнозина като втора по важност след Корана. „Маснави“ често е наричана Куран-е фарси (Персийският Коран).
Други важни произведения на Руми са поемата „Диван на Шамс“ – посветена на Шамс от Табриз (Шамс-е Табриз-и), и прозаичната „Фихи ма фихи“ (Съдържащ това, което съдържа).
На български са публикувани:
- Руми, Д. (2006). Океанът Руми. София: Изд. „Зограф“, ISBN 978-954-15-0169-6
- Руми, Джалаладдин (2009). Огнен извор. София: Изд. „Хайдакан“, ISBN 978-954-8299-03-9
- Руми, Джалаладдин (2012). Мъдрости за живота.[прев. Диана Динова]. София: Изд. „Прозорец“, ISBN 978-954-733-751-0